# Лишковиці (Малопольське воєводство)
Лишковиці (пол. Łyszkowice) — село в Польщі, у гміні Конюша Прошовицького повіту Малопольського воєводства.
Населення — 444 особи (2011).
У 1975-1998 роках село належало до Краківського воєводства.

## Демографія
Демографічна структура станом на 31 березня 2011 року:
|          | Загалом | Допрацездатний вік | Працездатний вік | Постпрацездатний вік |
| -------- | ------- | ------------------ | ---------------- | -------------------- |
| Чоловіки | 210     | 30                 | 147              | 33                   |
| Жінки    | 234     | 32                 | 129              | 73                   |
| Разом    | 444     | 62                 | 276              | 106                  |